# Синицын, Ростислав Александрович
Ростислав Александрович Сини́цын (род. 18 октября 1955 года в Нижнем Тагиле, Свердловская область, РСФСР, СССР) — советский фигурист, выступавший в танцах на льду в паре с Натальей Карамышевой. В настоящее время — хореограф и тренер по фигурному катанию. Мастер спорта СССР международного класса. Кандидат педагогических наук.

## Карьера
В паре с партнёршей и женой Натальей Карамышевой дважды становился чемпионом СССР и обладателем Кубка СССР, чемпионом РСФСР и многократным чемпионом УССР. Карамышева и Синицын были первыми фигуристами Украины принимавшими участие в чемпионате мира. В разное время с парой работали Людмила Пахомова и Татьяна Тарасова. После окончания спортивной карьеры с 1983 по 1986 гг. вместе с Н. Карамышевой были среди основателей и выступали в ледовом шоу «Все звезды», а затем в "Театре Ледовых Миниатюр " под руководством Игоря Бобрина. (1986-1996 гг.)
В 1996 году вместе с супругой переехал в Чехию, работает тренером и хореографом в Германии и Чехии.

## Семья
Женат на своей партнёрше Наталье Карамышевой. Их сын, Александр Синицын, пошёл по стопам родителей и также выступает в танцах на льду (представляет Чехию).

## Результаты выступлений
| Соревнования                     | 1977—1978 | 1978—1979 | 1979—1980 | 1980—1981 | 1981—1982 | 1982—1983 |
| -------------------------------- | --------- | --------- | --------- | --------- | --------- | --------- |
| Чемпионаты мира                  |           |           | 7         |           |           |           |
| Чемпионаты Европы                |           | 5         |           |           |           |           |
| Чемпионаты СССР                  | 1         | 3         | 1         |           |           | 3         |
| Skate Canada International       |           |           |           |           | 3         |           |
| NHK Trophy                       |           |           | 3         |           | 2         |           |
| Приз газеты «Московские новости» |           |           | 3         |           |           |           |
| Зимняя универсиада               |           |           |           | 2         |           |           |